# Kapittel voor de Civiele Orden

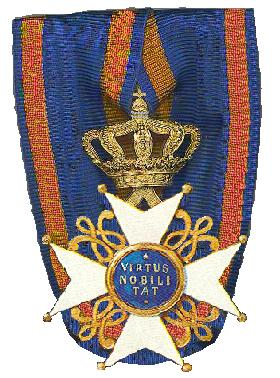
Een kruis zoals dat door de Ridders wordt gedragen. Het lint is, zoals de strijdkrachten dat voorschrijven, op Pruisische wijze opgemaakt. Particuliere verzameling, Groningen.

Het Kapittel voor de Civiele Orden toetst de voorstellen voor een Koninklijke onderscheiding aan het Reglement op de Orde van de Nederlandse Leeuw en de Orde van Oranje-Nassau. Daaruit volgt een advies aan de verantwoordelijke minister. Ook adviseert het Kapittel over voorstellen voor de Erepenning voor Menslievend Hulpbetoon.
Het Nederlandse Kapittel voor de Civiele Orden is een staatsinstelling die beoordeelt of een voor een onderscheiding voorgedragen persoon decorabel is en kiest een passende onderscheiding in een van de rangen in ofwel de Orde van de Nederlandse Leeuw, of de Orde van Oranje-Nassau. Het is in 1994 bij wet ingesteld.
Het college heeft tot taak de decoratievoorstellen van gemeenten te toetsen en 'de minister die het aangaat' - dat kan iedere minister zijn - over de voorstellen te adviseren. De minister neemt vervolgens de officiële beslissing om iemand voor te dragen voor een onderscheiding.
Het kapittel bestaat uit vijf leden. Vier nemen op persoonlijke titel zitting en worden benoemd door de Kroon. Voorzitter van het kapittel is, 1 maart 2023, Ank Bijleveld. De kanselier der Nederlandse Orden is uit hoofde van zijn functie lid.
De adviezen van het Kapittel voor de Civiele Orden worden ambtelijk voorbereid door de burgemeesters en Commissarissen van de Koning. Ieder decoratievoorstel komt vervolgens in de vergadering van het kapittel aan de orde.
Verder geeft het kapittel advies over de gelegenheid waarbij de eventueel te verlenen onderscheiding zou kunnen worden uitgereikt. Vaak is dat de " Lintjesregen" op Koningsdag, soms is het een jubileum of congres. Het kapittel zorgt voor de 'landelijke afweging' van de voorstellen. Dat heft eventuele regionale verschillen in de beoordeling van de voorstellen op. Het zou mogelijk zijn dat er anders in de ene provincie veel meer onderscheidingen zouden worden verleend dan in een andere.
Het kapittel adviseert ook over voorstellen om de Erepenning voor Menslievend Hulpbetoon in goud, zilver of brons toe te kennen wegens "het verrichten van een menslievende daad die zich kenmerkt door moed, beleid en zelfopoffering".
De adviezen van het kapittel wegen zwaar. Als de minister ervan af wil wijken, dan zal hij hiervoor gerichte argumenten aan moeten voeren. Komen de minister en het kapittel er uiteindelijk samen niet uit, dan zal de ministerraad over het voorstel beslissen. De beslissing van de ministerraad is bindend.
Het kapittel geeft aan hoe het ordereglement moet worden toegepast en houdt rekening met maatschappelijke ontwikkelingen. Bij de toepassing en het zuiver houden van het stelsel heeft het kapittel een sturende taak.
Het kapittel wordt ondersteund door de Kanselarij der Nederlandse Orden die ook het Kapittel der Militaire Willems-Orde ondersteunt, en waarvan de begroting is opgenomen in hoofdstuk II van de Nederlandse Rijksbegroting.

## Samenstelling
- mevrouw drs. M.A.K. van Grieken (secretaris);
- de heer generaal-majoor b.d. H. (Henk) Morsink (lid sinds 1 januari 2015, tevens Kanselier der Nederlandse Orden)[2];
- de heer P.A.C.M. (Peter) van der Velden (lid sinds 1 januari 2015, waarnemend voorzitter van 1 september 2022 tot 1 maart 2023);[3][4]
- mevrouw mr. C.L. (Clementine) de Vries Lentsch-Kostense (lid sinds 1 december 2016);[5]
- mevrouw ir. J.M. (Joan) Leemhuis-Stout (lid sinds 1 maart 2017);[6]
- mevrouw drs. A.Th.B. (Ank) Bijleveld-Schouten (voorzitter sinds 1 maart 2023).[4]